# Андрусенко, Стефан Ананьевич
Сте́фан Ана́ньевич Андрусе́нко (род. 10 марта 1958, Москва) — российский композитор, аранжировщик, дирижёр.
Автор оперных, симфонических, камерных, вокальных, фортепианных произведений. Автор музыки к спектаклям (более 100) российских и европейских театров, к фильмам и радиопостановкам.

## Биография
Родился в Москве 10 марта 1958 года в семье профессора Московской консерватории А. С. Андрусенко и солистки Московского музыкального театра имени К. С. Станиславского и Вл. И. Немировича-Данченко Э. Б. Браслис. В 1982 окончил Московскую консерваторию по специальности «музыковедение и теория музыки» (инструментовка — класс доцента Ю. А. Фортунатова, теория — класс профессора В. В. Протопопова), в 1987 — по специальности композиция (класс профессора В. Г. Агафонникова).
В 1982—1983 проходил срочную военную службу в 1-м Отдельном показательном оркестре Министерства обороны СССР (композитор-аранжировщик, дирижёр, командир отделения).
В 1983—2000 — дирижёр оркестра, затем музыкальный руководитель Центрального детского театра (ЦДТ, с 1992 года — Российский академический Молодёжный театр, РАМТ). В ЦДТ / РАМТ с участием С. А. Андрусенко в качестве музыкального руководителя, дирижёра, автора и аранжировщика музыки было поставлено более 50 спектаклей. В 1999 участвовал в конкурсе на новую концепцию гимна Нидерландов.
В дальнейшем писал музыку к постановкам разных театров России и Европы (РАМТ, Театр им. Маяковского, Театр на Покровке, Ха Дивадло, театр имени А. С. Пушкина и др.), а также для радио- и телеспектаклей («Радио России», «Радио Культура», телеканала «Россия — Культура»).

## Творчество
Автор оперных, симфонических, камерных, вокальных, фортепианных произведений. Автор музыки к спектаклям (более 100) российских и европейских театров, к фильмам и радиопостановкам.
В качестве актёра выступал в радиоспектаклях «Горе от ума» (2010) и «Юрий Милославский, или Русские в 1612 году» (2010).

### Избранные сочинения
оперы
- «Победа над солнцем» — драматическая опера по одноимённой пьесе поэта-футуриста А. Е. Кручёных; РАМТ, 1997, реж. А. М. Пономарёв[5]. Спектакль удостоен театральной премии Золотая маска (1999[6]) в номинации «Новация» за лучшую режиссуру[7].
- «Сцены из рыцарских времен» — драматическая опера по одноимённой пьесе А. С. Пушкина[8][9] для симфонического оркестра, рок-группы, рок-вокалистов, академического хора и драматических артистов; 2000 (не поставлена).
- «Великаны и козявки» — детская драматическая опера на стихи С. Я. Маршака, К. И. Чуковского, А. И. Введенского, Д. И. Хармса, Н. М. Олейникова и др.; РАМТ, 2001, реж. А. М. Пономарёв[9][10].
- «Полилоги» — одноактная опера-притча для солистов и камерного инструментального ансамбля по драматическим сценам «Мир», «Факт, теория и Бог» А. И. Введенского; Театральный центр им. В. Э. Мейерхольда, 2004, реж. А. М. Пономарёв; представлена в проекте Маленького мирового театра «Кругом возможна опера»[8].
- «Госпожа Ленин» — опера по одноимённой пьесе В. Хлебникова (не поставлена).

для хора
- «Всё» — драматические сцены для хора a cappella на тексты «Искушение», «Кофейная история», «Бал» Д. И. Хармса[8][9]; 2002 (не поставлены).
- «За реченькой было» — для хора a cappella[1].
- «Одинокий лицедей» — драматические сцены для аутентичного вокального секстета и ударных инструментов по произведениям В. Хлебникова[9]; 2004, сценическая редакция А. М. Пономарёва (не поставлена).

для голоса
- «Голоса» : вокальный цикл для мужского голоса на стихи Р. М. Рильке.
- «Слёзы геральдической души» : вокально-симфоническая аудиокомпозиция на тексты Д. А. Пригова для тенора, солирующей скрипки и синтезатора.
- «Иерусалимская сюита» : цикл песен на стихи И. Б. Озёрной для сопрано и баса в сопровождении скрипки, контрабаса и фортепиано (2016).

инструментальная музыка
- Симфония (для большого симфонического оркестра)
- Пять струнных квартетов
- Концерт для альта с оркестром
- Вариации. Интермедия. Капоэйра : Триптих для фортепиано
- Соната для скрипки с фортепиано (исполнена на концерте солистов оркестра «Новая Россия» Ю. А. Башмета, 2013).

музыка к спектаклям
- «Кабанчик» («У моря») В. С. Розова; ЦДТ, 1987, реж. С. В. Розов[3].
- «Приключение Гогенштауфена» по пьесе Е. Л. Шварца; ЦДТ, 1987, реж. Е. М. Долгина[3].
- «Любовь к трём апельсинам или таинственное исчезновение Карло Гоцци» О. А. Юрьева по пьесе К. Гоцци; ЦДТ, 1989, реж. С. М. Митин[3].
- «Дома» В. С. Розова; ЦДТ, 1990, реж. А. В. Бородин[3].
- «Звёздный мальчик» Н. М. Давыдовой и Ю. В. Давыдова по сказке О. Уайльда; РАМТ, 1992, реж. С. В. Таюшев[3].
- «Неточка Незванова» по повести Ф. М. Достоевского; РАМТ, 1992, реж. И. И. Савронская[3].
- «Береника» Ж. Расина; РАМТ, 1993, реж. А. В. Бородин[3][11][К 2].
- «Большие надежды» В. Холлингбери по роману Ч. Диккенса; РАМТ, 1994, реж. А. В. Бородин, А. А. Некрасова[3].
- «Капитанская дочка» Ю. И. Ерёмина по повести А. С. Пушкина; РАМТ, 1994, реж. Ю. И. Ерёмин[3].
- «Поллианна» по роману Э. Портер; РАМТ, 1995, реж. В. А. Богатырёв[3][11][14].
- «Фауст. Первый вариант» по И. В. Гёте; РАМТ, 1996, реж. Й. Зибеншу[нем.] (Германия)[11]
- «Модная лавка» И. А. Крылова; РАМТ, 1997, реж. Е. М. Долгина[3].
- «Ёлка у Ивановых», или «Маленькая ночная опера» по одноимённой пьесе поэта-обэриута А. И. Введенского; театр «Ха Дивадло[чеш.]» (Брно), 1998, реж. А. М. Пономарёв[11]. По оценке чешской критики лучший спектакль сезона. Гастроли в Москве под патронатом Чешского Центра.
- «Хрящъ» по одноимённому стихотворению поэта-футуриста И. Г. Терентьева, совместный проект С. А. Андрусенко, А. М. Пономарёва и С. Ф. Летова при участии Термен-центра Московской консерватории; 1999, Ночной клуб фестиваля «Золотая маска».
- «Школа шутов» — по мотивам поэмы «Корабль дураков» С. Бранта; Центр им. Вс. Мейерхольда, 2002, реж. Н. А. Рощин[11][15]. Спектакль представлен в проекте «Антонен Арто XX век» театрального центра им. В. Э. Мейерхольда, в программе V Международного театрального фестиваля им. Чехова в Москве, на Международном фестивале «PASSAGE» (Франция).
- «Дети священника» М. Матишича[англ.], Хорватия); 2005, Театр им. А. С. Пушкина, реж. А. А. Огарёв. Спектакль — лауреат Театрального фестиваля в Хорватии (Загреб, Сплит).
- «FAN-FAN-Тю-FUTURE-PIANO-Бум», инструментальная композиция, художник С. А. Якунин; Культурный центр «Дом» (Москва), 2001 — 1-й фестиваль перформансов им. К. Малевича (раздел «Академия»).
- «Ромео и Джульетта» У. Шекспира; Владимирский драматический театр, 2005, реж. А. А. Огарёв[16].
- «Любовь и смерть Зинаиды Райх» В. О. Семеновского; РАМТ, 2018, реж. А. М. Пономарёв[3].
- «Маленькие трагедии» А. С. Пушкина; ЦДТ, реж. А. С. Бордуков.
- «Театральный романс»; Театр им. Маяковского, реж. А. А. Гончаров.
- «Карантин» по пьесе Д. А. Крымова и С. Н. Арцибашева; Театр на Покровке, реж. С. Н. Арцибашев[11].
- «Последний вечер» — вокально-хореографическое действо, стихи А. А. Ахматовой, Б. А. Ахмадулиной, Т. И. Сельвинской; Кировский драматический театр[9][К 3], балетмейстер Л. В. Исакова.
- «Идиот» по мотивам романа Ф. М. Достоевского, автор инсценировки — А. Кочетков; Яхонтов-театръ[11].
- «Пеппилота Длинныйчулок или кукарямба»; Самарский театр юного зрителя «СамАрт», реж. А. М. Пономарёв[9].

музыка к фильмам
- «Нежный образ твой» : фильм-спектакль, 1991[12].
- «Стоянка» : телефильм по рассказам Д. Лондона; 2003, реж. А. М. Пономарёв (заказ телеканала «Культура»)
- «Случай с доктором Лекриным» : телефильм-спектакль; 2004, сценарист и режиссёр С. Ю. Юрский (заказ телеканала «Культура»)[12]
- «По поводу лысой певицы» по пьесе Ж. Ионеско; 2007, реж. С. Ю. Юрский (елеканал «Культура»).

музыка к радиоспектаклям
- 2004 : «Всё о любви»
- 2005 : «Красивый деспот» по пьесе Н. Н. Евреинова, реж. А. М. Пономарёв
- 2006
  - «Синяя птица» по феерии М. Метерлинка, реж. А. М. Пономарёв[К 4].
  - «Сорока-воровка» по повести А. И. Герцена, реж. А. М. Пономарёв
- 2007
  - «Бабушка с малиной» по повести В. П. Астафьева, реж. А. М. Пономарёв
  - «Гирманча находит друзей» по повести В. П. Астафьева, реж. А. М. Пономарёв
  - «Звездопад» по повести В. П. Астафьева, реж. А. М. Пономарёв
  - «Очень страшная история»
  - «Рассказы маленького мальчика»
  - «Шумные истории» по рассказам О. Ф. Кургузова, реж. А. М. Пономарёв
- 2008
  - «Алтайские сказки», реж. А. М. Пономарёв
  - «Ночной сторож»
- 2010
  - «Авантюрный роман»
  - «Горе от ума»
  - «Письмо незнакомки» по новеллам «Письмо незнакомки» и «Женщина и природа» С. Цвейга, реж. А. М. Пономарёв[19]
  - «Саломея» О. Уайльда, реж. А. М. Пономарёв[20]
  - «Смутная улыбка»
  - «Юрий Милославский, или Русские в 1612 году»
- 2011
  - «Однажды в Маньчжурии»
  - «Полёт»
- 2012
  - «Лицо и сердце»
  - «Мадам Бовари»
- 2013
  - «Детство. Отрочество. Юность» по трилогии Л. Н. Толстого, реж. А. М. Пономарёв
  - «Осиное гнездо»
  - «Прощай, оружие!» по одноимённому роману Э. Хемингуэя, реж. А. М. Пономарёв
  - «Трое в лодке, не считая собаки»
- 2014
  - «На заре туманной юности»
  - «Последние залпы»
- 2015 : «Его батальон»
- 2018
  - «К доске пойдёт… Василькин»
  - «Очерки уголовного мира царской России» (1 — «Розовый бриллиант», 2 — «Дело Гилевича», 3 — «Русская заблудшая душа», 4 — «Психопатка, Дебоширы», 5 — «Невольные помощники»)
  - «Приключения жёлтого чемоданчика»
- «Полинька Сакс»

дискография
- Сказка о царе Салтане А. С. Пушкина; Продюсерский Центр «Вимбо», 2012[21]

аранжировки
- «Письма нежности» — моноопера В. С. Губаренко в аранжировке С. А. Андрусенко для сопрано и инструментального квинтета. Сценическая версия реж. О. Е. Романцовой, дирижёр-постановщик С. А. Андрусенко; Учебный театр РАТИ, 2005, на сцене театра «Геликон-опера» (Малый зал) под эгидой Маленького мирового театра.
- «Горбун» — музыка Э. Грига в аранжировке С. А. Андрусенко; Театр им. Маяковского[9], реж. А. А. Гончаров.
- «Между небом и землей жаворонок вьётся» Ю. П. Щекочихина — музыка Ф. Коллинза, Б. Эно, Ж.-М. Жарра, Р. Планта—Дж. Пейджа, Р. Блэкмора—Р. Д. Дио в аранжировке С. А. Андрусенко; ЦДТ, 1989, реж. А. В. Бородин, А. А. Некрасова[3].
- «Стеклянный зверинец» Т. Уильямса — музыка Д. Н. Лоуренса, Т. Райли и др. в аранжировке С. А. Андрусенко; РАМТ, реж. А. А. Огарёв[22].
- «Игра в модерн» — художественный фильм, 2003, реж. М. П. Коростышевский; музыка И. Н. Волкова[23] в аранжировке для симфонического оркестра С. А. Андрусенко.
- «Дура» — художественный фильм, 2005, реж. М. П. Коростышевский; музыка И. Н. Волкова в аранжировке для симфонического оркестра С. А. Андрусенко[24].

## Отзывы
…композитор Стефан Андрусенко, известный в театральном мире, прежде всего, новой музыкой… Музыка Андрусенко, причудливая и необычная, отличается неожиданным сочетанием юмора и тревожности, устрашающей напряжённости. […] Музыка — исключительно важный, неотъемлемый элемент всей постановки, в которой нет второстепенных, подручных средств. Музыка, текст, сценография, реквизит — всё это работает на построение сценической картины в целом.

[…]

Речь и действие в спектакле «Школа шутов» часто не поддаются мгновенной расшифровке и пониманию, и тогда на помощь приходит музыка Андрусенко, имеющая мощный коммуникационный потенциал.— Джон Фридман, 2003

## Комментарии
1. ↑  Браслис, Эльза (? — 2009) — певица (сопрано); в 1950—1970-е годы — солистка Московского музыкального театра имени К. С. Станиславского и В. И. Немировича-Данченко. На Всесоюзном радио исполняла песни советских композиторов[2].
2. ↑  Существует телеверсия спектакля (1998)[12][13].
3. ↑  По другим данным[11] — ТЮЗ в Кирове.
4. ↑  Выпущен также на CD[17]. Спектакль с музыкой С. А. Андрусенко поставлен в Саратовском ТЮЗе в 2007 году[18].